# 傑瑞米·佩尼亞
傑瑞米·喬安·佩尼亞（英語：Jeremy Joan Peña，1997年9月22日—），為美國職棒大聯盟的游擊手，目前效力於休士頓太空人。他在2018年大聯盟選秀第三輪被太空人選走，並在2022年登上大聯盟。
2022年，佩尼亞成為大聯盟首位拿下金手套獎的新人游擊手。他不僅同時成為美聯冠軍賽和世界大賽的MVP，更是菜鳥選手史上第一人。

## 職業生涯

### 休士頓太空人
2021年11月19日，佩尼亞被加進40人名單內。隨著游擊手卡洛斯·柯瑞亞成為自由球員離隊後，佩尼亞便成為新任先發游擊手。他在開幕戰完成大聯盟初登場。2022年4月8日，佩尼亞敲出大聯盟首轟。4月24日，他敲出生涯首發再見轟。5月17日，太空人單局敲出3轟寫下大聯盟紀錄，而佩尼亞就是敲出第三轟的選手。
6月13日，他因為受傷進入傷兵名單。7月3日，佩尼亞受度達成單場雙響砲和單場4安打的成就，其中他更是敲出再見全壘打幫助球隊取勝。
整季他的打擊率為2成53，並敲出22轟與63分打點。他平均每秒可跑29.4英尺，為太空人全隊最快。
2022年美國聯盟分區賽，佩尼亞在第三場18局上敲出致勝轟，幫助太空人橫掃水手晉級。2022年美國聯盟冠軍賽，佩尼亞繳出3成53的打擊率，並敲出2轟。最後太空人橫掃洋基，佩尼亞順利拿下系列賽MVP。2022年世界大賽第5場，佩尼亞成為首位在世界大賽開轟的菜鳥游擊手。最終太空人4勝2敗奪冠，佩尼亞成為世界大賽MVP。他也成為美聯史上第一位同時拿下聯盟冠軍賽和世界大賽MVP的選手。
同年，他獲選為美聯游擊手金手套獎得主，成為菜鳥游擊手史上第一人。

## 個人生活
佩尼亞的父親傑隆尼默也是一名大聯盟的內野手，曾在1990年代先後效力於紅雀和印地安人。

## 外部連結
- 球員資訊和成績在MLB ，ESPN ，Baseball Reference ，Baseball Reference (Minors) ，Fangraphs ，The Baseball Cube （英文）